# Ferdinand Wesely
Ferdinand Wesely (Vienna, 30 maggio 1897 – Vienna, 19 marzo 1949) è stato un calciatore austriaco, di ruolo attaccante.

## Palmarès

### Giocatore

#### Competizioni nazionali
- Campionato austriaco: 4

Rapid Vienna: 1920-1921, 1922-1923, 1928-1929, 1929-1930
- Coppa d'Austria: 1

Rapid Vienna: 1926-1927

#### Competizioni internazionali
- Coppa dell'Europa Centrale: 1

SK Rapid: 1930

### Allenatore

#### Competizioni nazionali
- Coppa Svizzera: 1

Basilea: 1932-1933
- Campionato belga: 2

Beerschot: 1937-1938, 1938-1939